# Louis Ferdinand Elle l'Aîné
Louis Ferdinand Elle l'Aîné, dit Ferdinand II ou Louis Elle le Père, né en 1612 et mort en 1689 à Paris, est peintre du roi de France. Il fait partie des peintres qui fondent l'académie royale de peinture et de sculpture en 1648, en France.

## Biographie
Louis Elle et Pierre Elle (1617-1665) sont les fils du peintre Ferdinand Elle (1580-1637). Comme leur père, ils se font aussi appeler Ferdinand pour distinguer leur nom Elle du pronom. Louis Elle a un fils Louis que l'on distingue de son père en le nommant Louis Elle le Jeune (1649-1717). Les quatre peintres Elles font carrière et sont connus sous le nom de  «Ferdinand».
Peintre du roi, Louis Elle fait partie des membres avec Samuel Bernard, Louis et Henri Testelin et Sébastien Bourdon qui fondent l'Académie royale de peinture et de sculpture en 1648.
Il devient professeur à l'académie à partir du 3 juillet 1659. Louis Elle le père réalise essentiellement des portraits pour les membres de la cour tel le portrait de la Grande Mademoiselle de 1678. L'atelier est installé rue Mazarine. Son frère, Pierre Elle est graveur et marchand d’estampes et de tableaux qu'il vend notamment aux Provinces-Unies.
À partir de 1680, la politique royale à l’égard des protestants se durcit. Louis Elle le Père et Louis Elle le jeune sont exclus de l'académie royale de peinture, le 10 mars 1681. La révocation de l’édit de Nantes, en 1685 contraint la famille à se convertir au catholicisme. Louis Elle le Père est réintégré à l’académie où il obtient la commande du portrait de la marquise de Maintenon en 1688. Il réalise le portrait de Madame de La Fayette. Ce portrait est aujourd'hui perdu mais une gravure est conservée au château de Versailles.
Les portraits de Louis Elle le père sont influencés par Anthony van Dyck et Charles Errard, entre autres. Il transmet à son tour la peinture à son fils, Louis Ferdinand Elle le jeune.

## Œuvres
- Portrait de la marquise de Montespan portée par les trois Grâces, Troyes, musée des Beaux-Arts et d'Archéologie

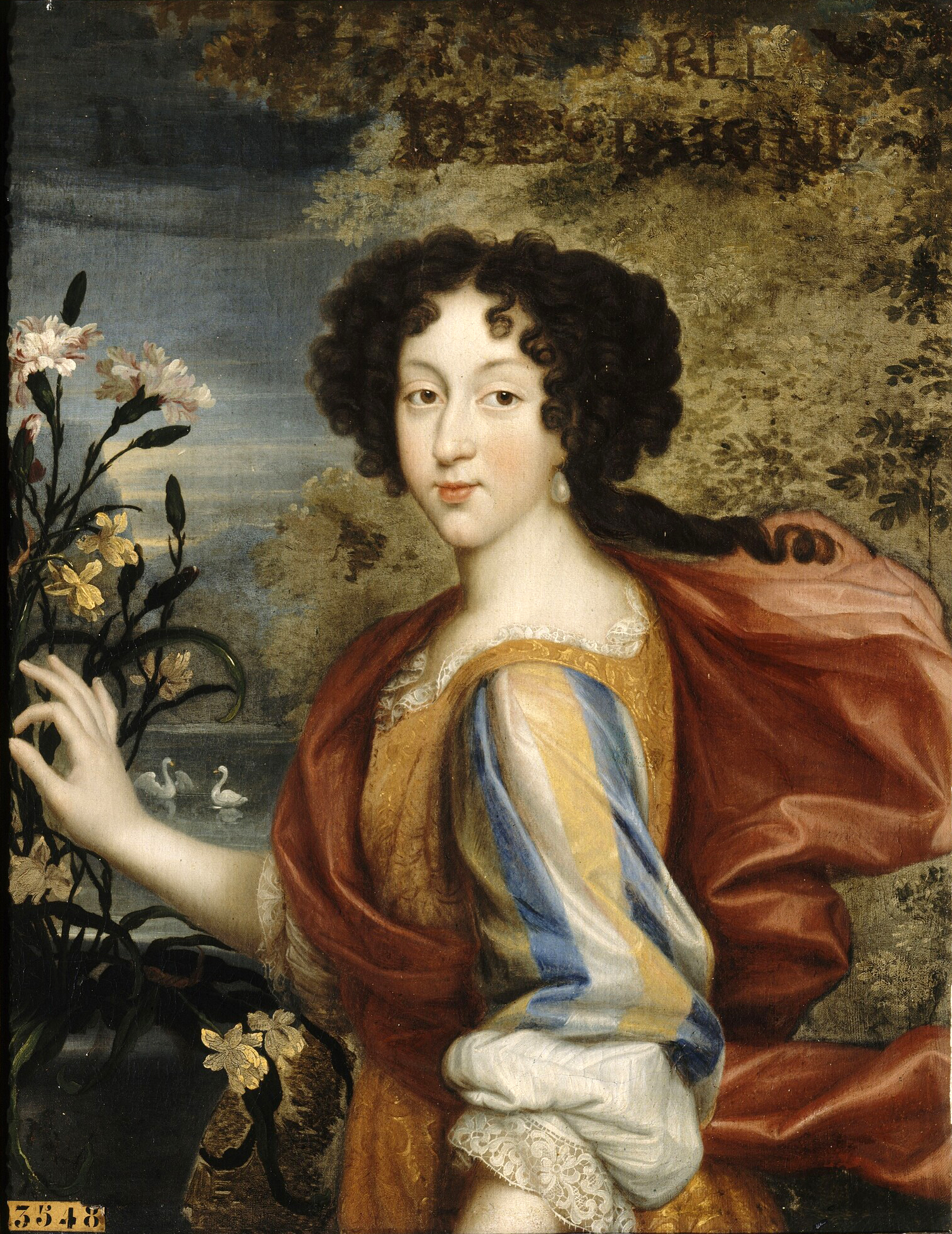
Marie-Louise d'Orléans
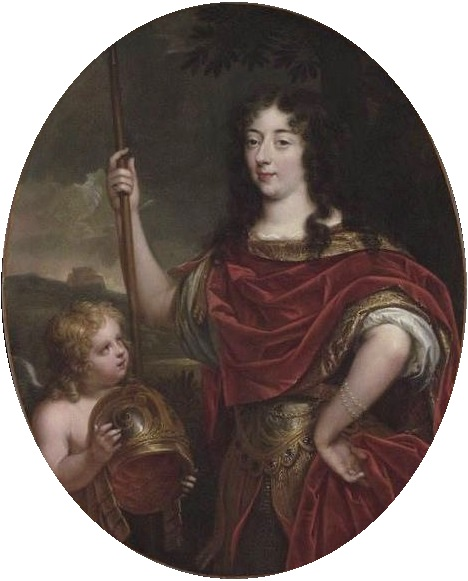
Portrait de la Grande Mademoiselle
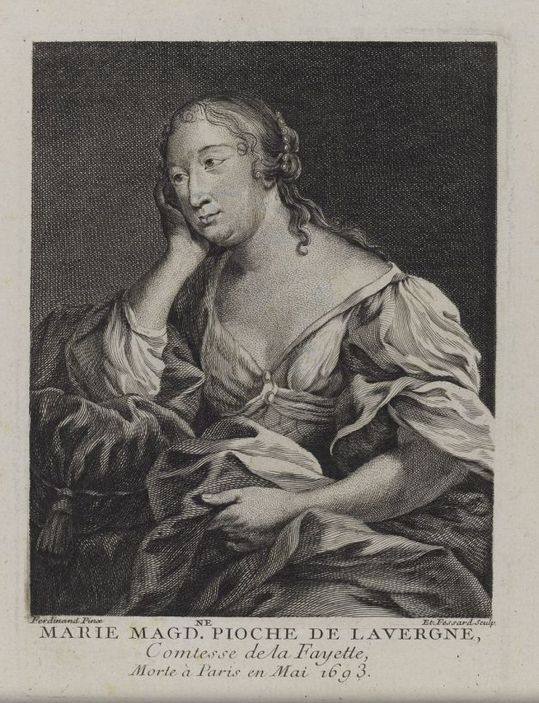
Madame de La Fayette